# Туомас Холопайнен
Туомас Холопайнен (на фински: Tuomas Holopainen) е финландски музикант, композитор и звукозаписен продуцент, най-известен като основен композитор, клавирист и съосновател на симфоничната метъл група Nightwish. Твърди, че творчеството му е повлияно от хармоничната филмова музика.
Преди да основе Nightwish, свири в групата Darkwoods My Betrothed. По-късно записва албум с тях като пълноправен член през 2020 г. Сътрудничи си и с готик метъл групата For My Pain... и с групата на Тимо Раутиайнен.
Холопайнен е автор на няколко песни, които са включени в саундтраци на филми, включително в сътрудничество с басиста на Nightwish и мъжки вокал Марко Хиетала в песента While Your Lips Are Still Red за финландския филм Lieksa! през 2007 г. Той е и съавтор на музиката за собствения филм на Nightwish, Imaginaerum, издаден през ноември 2012 г.
През 2014 г. Холопайнен издава първия си солов албум Music Inspired by the Life and Times of Scrooge.

## Ранна възраст и личен живот
Туомас Холопайнен е роден в Китее на Коледа през 1976 г. Родителите му са предприемачът Пенти Холопайнен (1940 – 2021) и Кирсти Нортия-Холопайнен, бивша учителка по музика и английски език в малко начално училище. Има по-голяма сестра на име Сусана, която работи като хирург-уролог, и по-голям брат на име Петри, който е асистент по аутопсия. Той и певицата Елина Сийрала са втори братовчеди.
Майка му го записва в клас по пиано в училище, когато е на седем години, а по-късно той изучава кларинет, тенор саксофон, пиано и теория на музиката в продължение на дванадесет години в музикален колеж. От средата на 90-те години обаче не свири нито на кларинет, нито на саксофон.
Първоначално Холопайнен се стреми да стане биолог и не се интересува от метъл, докато неговият по време на училищен обмен посещава концерти на Metallica и Guns N' Roses в САЩ и той се запалва.
Холопайнен е почитател на Дисни, Толкин и Dragonlance. През 2006 г. Холопайнен заявява, че „не е религиозен, но е отворен и мислещ човек“. Той не смята, че „религията е лоша, а човешкото ѝ тълкуване“.
Холопайнен се жени за финландската поп певица Йохана Куркела на 28 октомври 2015 г.
Той е вегетарианец.

## Музикална кариера

### Първи групи, създаване на Nightwish и първи албуми
Холопайнен се присъединява към първите си групи през 1991 г. Свири в няколко групи, включително записва клавишни инструменти за три албума с блек метъл групата Darkwoods My Betrothed и свири с Dismal Silence, Nattvindens Gråt и Sethian. След това е призован във финландската армия, където успява да си спечели позиция като кларинетист на военния оркестър, което го освобождава от дейности, свързани с оръжие.
През юли 1996 г. 19-годишният Холопайнен започва да мисли за създаване на собствена група, за която да пише музиката и да свири на клавишни инструменти. Така около един лагерен огън се ражда Nightwish. Той моли Емпу Вуоринен и съученичката си Таря Турунен да се присъединят към тогавашния акустичен проект с музика, която пише по време на военната си служба. След като чува силния глас на Таря и заради метъл влиянието на Вуоринен и барабаниста Юка Невалайнен, Туомас решава да превърне Nightwish в метъл група. Преди да стане професионален музикант Холопайнен работи две години като заместващ учител в гимназия в родния си град.
Първият албум на Nightwish, който не е демо, Angels Fall First, излиза през 1997 г., последван от Oceanborn през 1998 г. През 1999 г. Холопайнен и членове на други финландски метъл групи като Embraze, Eternal Tears of Sorrow, Charon и Reflexion основават готик метъл супергрупата For My Pain.... Тъй като обаче всички членове са заети със собствените си групи, проектът е отложен за в бъдеще.
Третият студиен албум на Nightwish, Wishmaster, е издаден през 2000 г. Той се продава още по-добре от предишния албум. През 2001 г. отново е повдигната идеята за For My Pain... и членовете започват да планират дебют.

### Световна слава
В четвъртия студиен албум на Nightwish Century Child, издаден през 2002 г., Холопайнен започва да си сътрудничи със симфонични оркестри от Финландия и Обединеното кралство, което е промяна в музиката на групата и в стила на композиране на Холопайнен, а също така дава възможност за повече свобода при използването на допълнителни инструменти.
През 2003 г. For My Pain... издава дебютния си албум, озаглавен Fallen. Албумът е приет добре, но оттогава групата губи фенове поради липсата на нови албуми – по същата причина, поради която Fallen е отложен с четири години. През 2004 г. For My Pain... издава Killing Romance – финландски сингъл с три неиздавани дотогава песни: Killing Romance, Joutsenlaulu и Too Sad to Live.
Петият студиен албум на Nightwish, Once, излиза през 2004 г. и се превръща в техния пробив в САЩ. Синглите Nemo и Wish I Had an Angel са пуснати по MTV. Nightwish започват най-мащабното си турне до момента – Once World Tour, като за първи път посещават няколко държави, като Япония. След последния концерт (заснето шоу в Хартвал Арена, Финландия, което е включено в DVD-то End of an Era през 2006 г.), през октомври 2005 г., Nightwish връчват на вокалистката Таря Турунен писмо, в което обясняват прекратяването на дейността ѝ в групата.

### Настояща кариера
През 2006 г. Холопайнен преминава през мрачен период, изпълнен с тревожност и депресия, който се влошава от слуховете за него и Nightwish в таблоидите всеки ден. Тези събития го вдъхновяват и при написването на Dark Passion Play, шестия албум на Nightwish.
След разпадането на триото Niskalaukaus на хевиметъл певеца Тимо Раутиайнен, той издава първия си солов албум, озаглавен Sarvivuori, с екип, събран от различни групи, включително Холопайнен на клавишни инструменти. Холопайнен е автор и на една песен в албума. В началото на следващата година For My Pain... обявяват, че скоро ще започнат да записват наследника на Fallen, но през есента на същата година е съобщено, че албумът отново е отложен.
През април 2007 г. Холопайнен си сътрудничи с колегата си от Nightwish Марко Хиетала за написването на тематична песен за финландския филм Lieksa!. Песента, While Your Lips Are Still Red, е първата, която той пише специално за филм, въпреки че няколко песни на Nightwish (Nemo, Wish I Had an Angel, Amaranth) са включени в саундтраци на филми. Холопайнен е казвал, че писането на филмова музика е нещо, с което би искал да се занимава в бъдеще. В While Your Lips Are Still Red, освен Холопайнен на пиано, Марко Хиетала изпълнява вокали и акустична бас китара, а Юка Невалайнен свири на барабани.
През 2007 г. Холопайнен свири на клавишни инструменти с финландската пънк група Kylähullut в тяхното EP Lisää persettä rättipäille. Той се завръща, за да свири на клавишни инструменти в следващия им албум Peräaukko sivistyksessä. Холопайнен може да бъде чут да пее в хор и на двата албума.
Новата вокалистка на Nightwish е обявена през май 2007 г. Това е шведката Анет Олсон, която се появява в албума Dark Passion Play, издаден в края на август същата година. На 8 май 2008 г. е обявено, че Холопайнен ще бъде продуцент на следващия албум на финландската поп/рок група Indica, Valoissa, който е издаден през есента на 2008 г. Холопайнен има заслуга за подпомагането на създаването на третия албум на финландския транс изпълнител Orkidea, Metaverse през 2008 г., за сътрудничеството във версията на Orkidea на песента на Nightwish Bye Bye Beautiful.
Седмият студиен албум на Nightwish, Imaginaerum, е издаден на 30 ноември 2011 г. във Финландия и на 10 януари 2012 г. в Северна Америка. Nightwish издават осмия и деветия си студиен албум, Endless Forms Most Beautiful и Human. :II: Nature. съответно на 25 март 2015 г. и 10 април 2020 г.

## Солови проекти
Първоначално Холопайнен потвърждава, че продуцира солов проект през 2012 г. Холопайнен заявява на своя уебсайт The Escapist, че планира да се посвети изцяло на писането на песни за проекта през февруари-април 2013 г. след турнето на Nightwish Imaginaerum. През 2014 г. издава албума Music Inspired by the Life and Times of Scrooge, базиран на поредицата комикси Животът и времето на Скрудж Макдък от Дон Роса. В записа участва музикантът от Nightwish Трой Донокли, както и лондонските сесийни музиканти, използвани преди това в последните издания на Nightwish.
В интервю от ноември 2015 г. той разкрива плановете си да издаде книга с кратки фентъзи и хорър разкази, повлияни от Нийл Геймън и Стивън Кинг.
Холопайнен композира и песента Lohtu за концерта Live Aid ULS2017 през 2015 г.

## Музика

### Композиране
Холопайнен е вдъхновение за други групи, особено в областта на симфоничния, готик и пауър метъла. Симоне Симонс, вокалистка на Epica, заявява, че е започнала да пее благодарение на Nightwish. Бившата вокалистка на Visions of Atlantis, Никол Богнер, също отчита, че Nightwish са вдъхновили силно групата, особено за първия ѝ албум.

### Пеене
В ранните години на Nightwish Холопайнен е мъжкият вокалист на групата, като изпълнява изцяло мъжките вокали в Angels Fall First. За следващите албуми до идването на басиста и мъжки вокал Марко Хиетала групата наема сесийни мъжки вокалисти, тъй като Холопайнен предпочита да се съсредоточи изцяло върху клавишните си инструменти. Въпреки това той изпява Beauty and the Beast на живо, ако групата няма на разположение сесиен вокалист, допринася с вокали за песента The Carpenter в Angels Fall First и с пеене за песента Moondance в Oceanborn, както и с вокали в Master Passion Greed (Dark Passion Play), въпреки че тези песни никога не са изпълнявани на живо (с изключение на The Carpenter, която е изпълнена от Туомас в клуб Tavastia, Хелзинки през 1998 г., и отново по време на Decades: World Tour през 2018 г., но вместо него мъжките вокали се изпълняват от Трой Донокли). Той също така изпълнява шепота на заден план в песента While Your Lips Are Still Red, но не го прави на живо.

## Дискография
| Студийни албуми: - Music Inspired by the Life and Times of Scrooge (2014) Студийни албуми: - Angels Fall First (1997) - Oceanborn (1998) - Wishmaster (2000) - Century Child (2002) - Once (2004) - Dark Passion Play (2007) - Imaginaerum (2011) - Endless Forms Most Beautiful (2015) - Human. :II: Nature. (2020) Миниалбуми: - Over the Hills and Far Away (2001) Студийни албуми: - Heirs of the Northstar (1995) - Autumn Roars Thunder (1996) - Witch-Hunts (1998) - Angel of Carnage Unleashed (2021) | Студийни албуми: - A Bard's Tale (1995) - Chaos Without Theory (1997) Studio albums: - Auri (2018) - II – Those We Don't Speak Of (2021) |